# سیلوستره ربوئلتاس
سیلوستره رِبوئلتاس سانچز (اسپانیایی: Silvestre Revueltas Sánchez‎؛ ۳۱ دسامبر ۱۸۹۹ – ۵ اکتبر ۱۹۴۰) یک رهبر ارکستر، نوازندهٔ ویولن و آهنگساز اهل مکزیک بود.
او دانش‌آموختهٔ «هنرستان ملی موسیقی» (در مکزیکو سیتی) و همچنین دانشگاه سنت ادواردز (در آستین، تگزاس) و «دانشکده موسیقی شیکاگو» (در شیکاگو) بود.
وی از سال ۱۹۲۹ تا ۱۹۳۵ میلادی و به دعوت کارلوس چاوز، دستیار رهبر ارکستر در «ارکستر سمفونیک ملی مکزیک» شد.